# 国鉄ワキ10000形貨車
国鉄ワキ10000形貨車（こくてつワキ10000がたかしゃ）とは、日本国有鉄道（国鉄）が高速貨物列車用として1965年（昭和40年）から製作した 30 t 積の貨車（有蓋車）である。
本形式から改造された形式群についても本稿にて記述する。

## 概要
貨物列車の運転速度向上を企図し、最高速度 100 km/h で運用可能な貨車として開発された車両で、類似の仕様を有するコキ10000系コンテナ車・レサ10000系冷蔵車とともに「10000系高速貨車」と総称される。
第二次世界大戦終結以降、国鉄の貨物輸送は設備拡充の遅滞やトラック・内航海運など競合輸送機関の拡充をうけ、総輸送量に占めるシェアは漸次低下を続けていた。国鉄ではこの事態に対応するため本社設置の各種委員会で種々の対応方針を検討し、うち、貨車近代化委員会・列車速度調査委員会の決定による「貨物列車高速化」の基本方針に基づき、高速運転が可能な専用機関車・専用貨車の開発に着手した。
本形式は電磁弁を用いた CLE 方式ブレーキ装置（後述）、空気ばね台車など種々の新技術を実装し、これら新装備を検証する試作車として1965年（昭和40年）3月に1両が製作され、試用結果に基づき翌1966年（昭和41年）からコキ10000形・レサ10000形とともに量産された。
本形式は1968年（昭和43年）までに191両（ワキ10000 - ワキ10190）が製作され、主に東海道・山陽 - 九州地区各方面の主要都市間を連絡する高速特急貨物列車にコンテナ車との併結で運用された。通運業者が扱う混載貨物を主とする小口輸送が本来の用途であったが、1970年（昭和45年）以降は営業体制の変化に対応し、客車と共通運用可能な荷物車との兼用車に一部が改造された。1975年（昭和50年）ごろからは小口貨物のコンテナ移行や鉄道貨物の輸送需要自体の減少もあって稼働率は漸次減少し、国鉄末期の1985年（昭和60年）には旅客の乗用車を同時に付帯輸送する「カートレイン」用として一部が転用された。
ワキ50000形への改造車を除いて国鉄時代に貨物列車への用途を喪失し、1987年（昭和62年）の国鉄分割民営化では乗用車輸送対応車のみ25両が東日本旅客鉄道（JR東日本）、西日本旅客鉄道（JR西日本）の旅客2社にのみ承継された。引き続き「カートレイン」に使用され、JR東日本と北海道旅客鉄道（JR北海道）では廃車を復活整備して需要に対応したが、それも列車の廃止で用途を喪失し、2007年（平成19年）までに全車が除籍されている。

## 仕様・構造
※ 本節では量産車の仕様について記述し、製作時期により異なる箇所については後節にて記述する。
積載荷重 30 t （パレット荷役時 25 t ）のパレット荷役対応2軸ボギー有蓋車で、車体は外部構造を普通鋼製とし、側面全部を扉として開閉可能とした「総開き構造」である。側扉は4分割の引戸で、扉枠 および 扉板にはアルミ合金を用いて軽量化を図っている。側面には妻構との吹寄部に隅柱を、側扉の合い位置には屋根を支える側柱を設けたほか、側面がすべて開口部となる車体構造であることから、台枠は中梁中央部の高さを増した魚腹構造として強度を確保している。屋根は室内側に垂木とハードボード製の天井板を設けた丸屋根とされた。側面の「鴨居」部には雨樋を設けるが、同時期に製作された汎用有蓋車ワキ5000形と異なり妻面の「竪樋」は装備しない。
室内は6本1組のパイプを左右の側柱に渡した「中仕切り」により4つの区画に仕切ることが可能である。仕切りパイプは取り外しが可能で、パレットを用いない一般貨物の積載にも対応している。床板は 4.5 mm 厚の鋼板である。床面積は 35.9 m2 で、1,100 mm 角の T11 形平パレットを24枚積載できる。
外部塗色は側扉部が金属地肌の無塗装、屋根・妻面・側面下部が黄緑6号（山手線のウグイス色）である。側扉は後年に銀色の塗装がなされた。

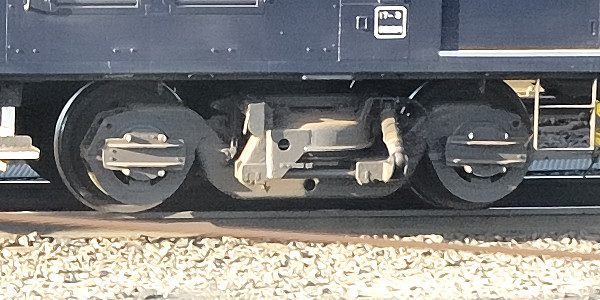
10000系貨車用のTR203形台車（ナハ29000形29002、2006年11月、苗穂駅）

台車は高速貨車用として開発された TR203 形を用いる。貨車用では初の空気ばね台車で、試作車の TR93 形を基に量産化したものである。枕ばねは 600 mm 径の ベローズ形空気ばねを用い、電車用台車 DT32 形と同一のインダイレクトマウント方式で装架される。台車側枠は鋼板溶接構造で、空気ばね径を TR93 形 (550 mm) より拡大したため軸距は 2,100 mm に拡大された。軸箱支持は筒型ゴムで軸受全周を支える方式で、ペデスタルなどの摺動部廃止と適度な弾性支持とを両立させた構造である。

台車の基礎ブレーキ装置は「パックシリンダ方式」を採用する。これは台車内中央に搭載したブレーキシリンダの前後にブレーキ梁を接続した機構で、空気圧で押し出されたシリンダ内のピストンが前後のブレーキ梁を互いに遠ざかる方向へと連動させ、車輪に制輪子を圧着させるものである。従来貨車が床下に装備していたブレーキロッドを廃し、構造の簡略化と軽量化がなされた。ブレーキシリンダはゴム製のダイヤフラム、制輪子は摩擦係数の高い合成制輪子を用いる。
ブレーキ装置は電磁弁を用いて応答速度を速めた CLE 方式（応荷重装置付電磁自動空気ブレーキ）を採用し、通常のブレーキ管 (BP) のほかに元空気溜管 (MR) や制御信号用のジャンパ栓を追設する。連結器は密着自動連結器（密自連）とされ、周囲に空気管接続部を配し、車両の連結と同時に空気管 (BP, MR) を自動接続できる。留置ブレーキは両側の側面に足踏み式のブレーキテコを設ける。
台車やブレーキ装置、連結器の基本仕様は、他の10000系貨車と共通である。最高速度は 100 km/h で、専用編成としての運用を原則とするが、一般の貨車と併結することも制限つきで可能である。

## 製作時期別詳説
- 試作車

高速貨車の走行性能を検証するための試作車として、1965年（昭和40年）3月に1両 （ワキ10000） が汽車製造で製作された。
車体はパレット輸送対応有蓋車ワム80000形（2代）の構造を基に大型化したもので、床面積は 35.9 m2 、内容積は 87.8 m3 （パレット使用時 59.5  m3 ）である。屋根は天井板を設けた丸屋根で、総開き構造の側扉はプレス加工の普通鋼製である。室内の中仕切りは比較のため、ワム80000形の中仕切りから表張りを省いた格子状の仕切り枠とパイプ式の仕切りとの両方が設けられた。外部塗色は側扉も含めた車体全体を緑2号（濃緑色）とし、後年に黄緑6号（ウグイス色）に変更された。
台車は性能比較のため、枕ばねが異なる2種が用意された。空気ばね台車の TR93 形は汽車製造東京支店製で、鋳鋼製の台車側枠に 550 mm 径の空気ばねを装備する。コイルばね台車の TR94 形は台車1両分のみが三菱重工業三原製作所で製作された。台車側枠は鋼板溶接構造、2連2重のコイルばねに防振ゴムを併用する。軸距はともに 2,000 mm である。
ブレーキ装置は CLE 方式で、専用列車での限定運用を企図したためブレーキシリンダの使用圧力は一般貨車より高い 7.5 kg/cm2 に設定され、シリンダ直径は 220 mm とされた。元空気溜管 (MR) は車体側面下部に設けられ、大型の供給空気溜を装備する。留置ブレーキは片側側面のみに足踏み式のブレーキテコを設ける。
落成後は東京鉄道管理局（汐留駅常備）に配置された。各種試験に供されて車両の基本性能が実証され、パレット輸送対応の車体構造はワキ5000形に、台車・ブレーキ装置など高速走行の基本仕様はコキ10000形の試作車編成に反映された。
本車は一般貨車との併結運用を考慮した仕様変更がなされた結果、自重過大 (24.0 t) となり、標記荷重どおりの積載不能と判断され、量産車との共通運用には用いられなかった。試験終了後は TR93 形台車を常用し、荷物車代用とされて一時的に荷物列車に使用された。その後、汐留駅構内で長期間留置され、1978年に廃車されている。
- 前期形

1966年（昭和41年）に40両 （ワキ10001 - ワキ10040） が川崎車輛（兵庫工場）で製作された。
試作車の試用成績を踏まえて先に量産された汎用有蓋車 ワキ5000形 の車体構造を遡及して適用し、側扉をアルミ合金製に変更して自重を約 2 t 軽減した 22 t に収めた。屋根は試作車 および ワキ5000形初期車と同一の丸屋根で、天井板を室内に設ける。床面積は 35.9 m2 、内容積は 88.5 m3 （パレット使用時 59.5  m3 ）である。
ブレーキ装置は CLE 方式であるが、コキ10000形試作編成の試験結果や運用方の変更に基づき、使用圧力 (7.5 kg/cm2 → 4.5 kg/cm2) ブレーキシリンダ径 (220 mm → 290 mm) などの変更がなされた。連結作業能率向上のため、空気管の空気供給を一括開閉する「締切コック開閉装置」を車端部に新設した。
台車は量産形式の TR203 形で、軸距が 2,100 mm に拡大したが、ボギー中心間距離は試作車と同一の 11,350 mm のままとされた。
- 後期形

1967年（昭和42年）から1968年（昭和43年）にかけて川崎車輛（加古川工場）にて50両（ワキ10041 - ワキ10090）、 日立製作所 にて100両（ワキ10091 - ワキ10190）の合計150両が製作された。
屋根をプレス加工鋼板に変更し、天井板を廃して断熱材を直接吹付する工法が採用された。軽量化と製作工数低減のための設計変更で、屋根形状は前期形の丸屋根から中央部が高い角屋根とされ、側面同様のリブを有す。床面積は前期形と同一の 35.9 m2 であるが、内容積は 89.6 m3 （パレット使用時 59.5  m3 ）に拡大している。
台枠中梁の形状を変更し、ボギー中心間距離を前期形より 500 mm 短縮した 10,850 mm として台車を車体中心に寄せている。これは車端部空気配管の艤装空間を確保するための措置で、車端部の締切コック開閉装置も小型化された。

## 改造

### ワキ8000形
車両運用の効率化を企図し、小荷物輸送を行う荷物列車との併用ができる荷貨物兼用車として1970年（昭和45年）から製作されたほか、本形式の後期形から59両（ワキ8750 - ワキ8792, ワキ8950 - ワキ8965）が改造された。
屋根上にガーランド形通風器を設置し、室内には作業灯とロールボックスパレット緊締設備を追加した。客車である荷物車などと混結するため、暖房管や放送・照明など電気系統の引き通し設備を追設している。外部塗色は種車の黄緑6号から、側扉を除く車体各部を 青15号 に変更している。ブレーキ装置は電磁弁を撤去した CL 方式（応荷重装置付自動空気ブレーキ）とされた。連結器は密自連のままである。台車は TR203 形のまま使用されたが、後年にコキフ50000形の乗務環境改善のため本形式との台車交換を行い、枕ばねを交換した TR223B 形としたうえで使用した。
荷重は荷物列車に使用するときには17t（B形パレット24個）、貨物列車に使用するときには30tである。

### ワキ50000形
ワキ50000形は、コキ50000形との併結運用を可能としたワキ10000形からの改造車で、1977年（昭和52年）から1980年（昭和55年）にかけて25両（ワキ59000 - ワキ59024) が改造された。
1978年（昭和53年）10月のダイヤ改正で東京 - 九州間の特急貨物列車が減少し、かつ、コキ10000系使用列車の相当数がコキ50000系に置き換えられたことから、コキ50000系の列車と併結する必要が生じたための対応である。以後の新製を想定したため車両番号は 59000 番台を付番したが、新製はなされていない。
改造はブレーキ装置の変更が主で、種車の CLE 方式から電磁弁を撤去した CL 方式（応荷重装置付自動空気ブレーキ）とし、「A 急ブレーキ弁」を追設してブレーキ伝達速度を維持している。連結器周囲の空気管・元空気溜管 (MR)・車端部の締切コック開閉装置は撤去された。台車は TR203 形のままであったが、空気ばねの自動高さ調整弁絞りを小径化して空気消費を抑制した。これは空気ばねの空気供給源を MR から通常のブレーキ管 (BP) に変更したためで、本形式は一列車での連結両数制限対象車とされた。外部塗色は側扉を除く車体各部を とび色2号 に変更している。
1977年（昭和52年）改造の4両（ワキ59000 - ワキ59003）は先行改造車で、A 急ブレーキ弁追設のみを施工し10000系貨車とも引き続き併結可能な仕様とされた。翌年から本格改造が施工（ワキ59004 - ）され、先行改造車も同一仕様への追加改造がなされた。改造種車は丸屋根の前期形に集中し、後期形の改造車は6両（ワキ59007 - ワキ59010, ワキ59020, ワキ59022）のみである。1983年（昭和58年）からはコキフ50000形との台車交換を行い、同形式から発生した TR223B 形を装備している。
落成後は東京 - 北九州間などでパレット輸送に用いられ、1987年（昭和62年）のJR移行では25両全車が日本貨物鉄道（JR貨物）に承継された。梅田駅・東小倉駅に常備され、後年には小型コンテナの輸送用として継続使用されたが、1995年（平成7年）までに全車が除籍されている。

### カートレイン専用車

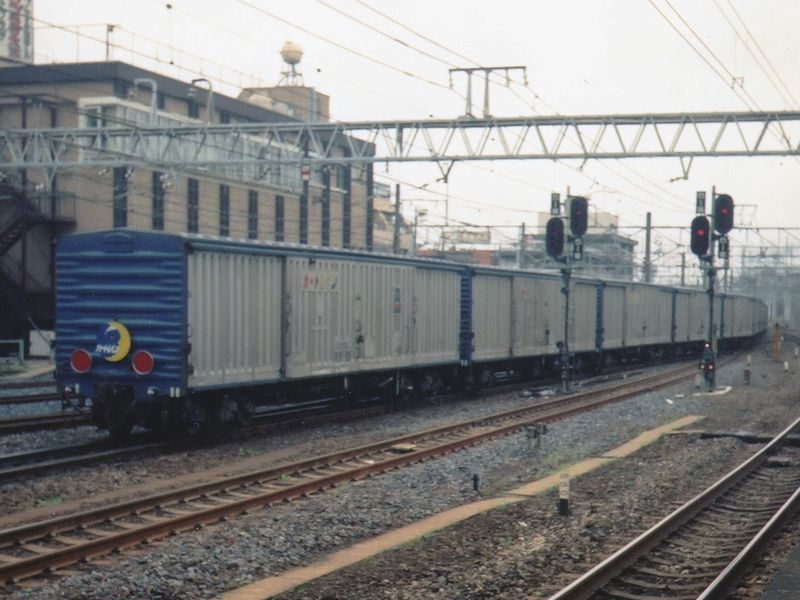
カートレインに使用されるワキ10000形

旅客の移動手段としての自動車を同乗者とともに輸送する「カートレイン」に使用するため、1985年（昭和60年）から合計36両が改造された。改造対象はすべて後期形で、車両番号の変更はない。改造時期・使用条件により以下のとおり仕様の差異がある。
- 初期改造車

汐留 - 東小倉間に設定された「カートレイン」に使用する車両で、1985年（昭和60年）に8両が改造され、翌1986年（昭和61年）に「カートレイン九州」編成増強用として17両が改造された。施工は国鉄大宮工場である。
乗用車の積卸を側面から行うため、室内の側柱1組を撤去し、残存の側柱を移設して等間隔の3室構造に改装した。側柱の減少に伴い、強度確保のため台枠の側梁に補強部材を追加している。床面には専用パレットの固定金具を、妻面上部には通風孔を設けた。20系客車との併結運用となるため、連結面の配管・ジャンパ栓は客車にあわせ配置を変更した。
外部塗色は種車の黄緑6号を青15号（濃青色）に変更し、側面には「カートレイン」のシンボルマークが表示された。
積卸は専用のパレットに乗用車を自走で積載・固定し、パレットごとフォークリフトで荷役を行う。改造した本形式1両に乗用車3台を積載できる。
- 青函トンネル通過対応車

青函トンネル開通に伴って設定された津軽海峡線経由の「カートレイン北海道」に使用する車両で、1988年（昭和63年）に18両が改造された。所属の内訳はJR東日本が9両（うち廃車復活2両）JR北海道が9両（すべて廃車復活）である。
乗用車積載に対応する基本仕様は初期改造車と同一で、青函トンネル区間の通過規制に対応して、室内天井に煙感知器とスプリンクラーを設けている。
- 自走荷役対応車

「カートレイン北海道」の廃止後、JR北海道が1997年（平成9年）から運行した「カートレインくしろ」に使用中の車両について、対応車種拡大のため再改造を施した車両である。1998年（平成10年）に苗穂工場で6両が改造された。
車両寸法の大きい RV を積載可能とするため、積卸方式を自走式に変更している。編成の端から乗用車を乗り入れ、連結された車両間を走行させて所定の位置に積付けするもので、車運車ク5000形と同一の荷役方式である。
妻面に出入口となるシャッター付の開口部を設け、床面には乗用車走行用の鋼板製車輪ガイド・隣車への通り抜けに用いるアルミ合金製の渡り板を追設した。車内側面には運転者用の通路も設けている。これら追加改造のため、1両あたりの積載能力は2台に減少している。
改造施工車は次のとおり。
ワキ10153, ワキ10157, ワキ10162, ワキ10163, ワキ10164, ワキ10188

### ナハ29000形

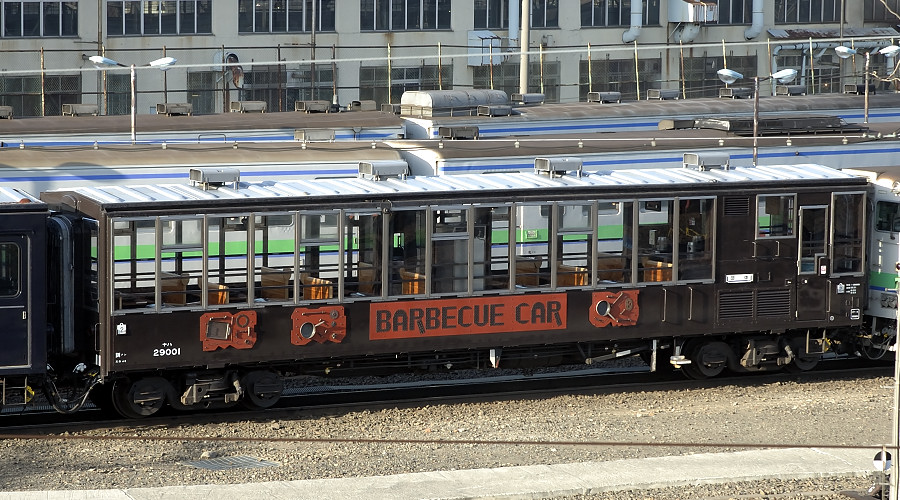
ナハ29000形29001（苗穂駅、2006年11月）

JR北海道において、各種臨時列車などに使用する旅客車に転用した車両で、2000年（平成12年）・2002年（平成14年）に3両（ナハ29001 - ナハ29003）が改造された。前節の「カートレイン」に使用していた車両のうち、自走荷役対応未実施の車両を用いている。

## 運用の変遷

### 国鉄時代
1965年（昭和40年）3月に試作車が完成し、基本性能に関する各種試験の後、続いて製作されたコキ10000形試作車群による編成試験を経て1966年（昭和41年）から量産が開始され、同年10月のダイヤ改正から運用を開始した。
当初は高速特急貨物列車「あけぼの」（笹島 - 香椎操車場間）1往復に限定運用され、増備の進展に伴い使用列車は漸次拡大した。東京鉄道管理局（常備駅：汐留駅） 名古屋鉄道管理局（笹島駅） 大阪鉄道管理局（梅田駅） 広島鉄道管理局（東広島駅）に配置され、東海道・山陽本線 - 九州方面を主とする高速特急貨物列車にコキ10000系との併結で使用された。
1969年（昭和44年）4月にトラックとの協同輸送を主旨とする「フレートライナー」方式の営業体制が発足し、貸切のみならず混載貨物をもコンテナでの取扱を可能とする「複合フレートライナー貨物」の運賃体系が制定されると、本形式の主用途であった混載貨物はコンテナへ転移するようになる。有効稼働率が低下して余剰が顕在化した本形式は、同時期に発足した小荷物パレット輸送対応車への転用が企図され、1971年（昭和46年）以降、貨物列車と荷物列車のいずれにも使用可能な荷貨物兼用車ワキ8000形へ59両が改造された。
1978年（昭和53年）10月ダイヤ改正では貨物輸送量の漸減傾向に対応し、フレートライナーを含む特急貨物列車も削減の対象となった。首都圏 - 九州系統でコキ10000系を使用していた列車も削減のうえでコキ50000系への置換えが進み、同区間で継続使用される本形式の一部はブレーキ装置をコキ50000系併結対応としたワキ50000形に改造された。
国鉄末期、余剰が常態化していた本形式の積載空間・高速走行性能を活用し、旅客を乗用車とともに輸送する「カートレイン」への転用が実施された。「カートレイン」は1985年（昭和60年）7月から汐留 - 東小倉間で運行が開始され、1987年（昭和62年）には広島駅発着対応のため追加改造のうえで「カートレイン九州」として運行された。
分割民営化直前の1986年（昭和61年）11月ダイヤ改正時点で、本形式を用いる貨物列車は 梅田 - 札幌貨物ターミナル間などに4本が残存するのみであった。1987年（昭和62年）のJR移行ではJR東日本に21両、JR西日本に4両の計25両が承継された。JR貨物は本形式の承継はなく、改造車のワキ50000形25両を承継している。

### JR移行後
JR東日本では品川運転所に、JR西日本では広島支社（広島運転所常備）に配置し、引き続き「カートレイン九州」に使用した。
1988年（昭和63年）3月の青函トンネル開業後、本州 - 北海道を直通する「カートレイン北海道」（恵比寿 - 白石間）を同年7月から運転開始するため、JR東日本・JR北海道は国鉄清算事業団から廃車11両を購入した。内訳はJR東日本2両・JR北海道9両で、乗用車積載対応改造のうえで各々を品川運転所・岩見沢運転所に配置し、既存車とともに使用した。
1996年（平成8年）に「カートレイン九州」が廃止され、JR西日本の所属車が用途を喪失し廃車された。1998年（平成10年）には「カートレイン北海道」が廃止され、JR東日本所属車が全廃されている。
JR北海道では対本州運用以外への転用を企図し、1997年（平成9年）に道央 - 道東間を連絡する「カートレインくしろ」（白石 - 新富士間）の運転を開始した。翌年には6両に自走荷役対応改造を施し、1998年（平成10年）冬季まで運行された。1999年（平成11年）夏季には「カートレインさっぽろ」（東青森 - 白石）に使用されたが、同列車を最後に「カートレイン」の運転は終了し、JR北海道の所属車も用途を喪失した。自走荷役非対応の3両はナハ29000形に改造され、残存6両は保留車のまま2007年（平成19年）6月までに廃車され、形式消滅している。